# Astragalus subspinescens
Astragalus subspinescens är en ärtväxtart som beskrevs av Mikhail Grigoríevič Popov. Astragalus subspinescens ingår i släktet vedlar, och familjen ärtväxter. Inga underarter finns listade i Catalogue of Life.